# Call on Me (Eric Prydz)
"Call on Me" is een single van de Zweedse dj en producer Eric Prydz. Het nummer werd op 13 september 2004 in Europa, de VS en Canada op single uitgebracht en op 14 oktober dat jaar volgden Australië en Nieuw-Zeeland.

## Achtergrond
De single werd een wereldwijde hit en bereikte in thuisland Zweden, Noorwegen, Duitsland, Oostenrijk, Frankrijk, de Eurochart Hot 100, Ierland de nummer 1-positie en ook in het Verenigd Koninkrijk, waar de nummer 1-positie werd behaald in de UK Singles Chart. In Australië, Tsjechië en Zwitserland werd de 2e positie behaald, Nieuw-Zeeland de 38e, Hongarije de 3e, VS de 5e en Rusland de 7e.
In Nederland werd de single in het najaar van 2004 veel gedraaid op de landelijke radiozenders en werd een radiohit. De single bereikte de 4e positie in de Nederlandse Top 40 en werd Dancesmash op destijds Radio 538 en de 10e positie in de publieke hitlijst; toentertijd de Mega Top 50 op 3FM.
In België bereikte de single de 4e positie in de Vlaamse  Ultratop 50 en de 13e positie in de Waalse Ultratop 50. In de Vlaamse Radio 2 Top 30 werd géén notering behaald.
De single is een housetrack, gebaseerd op een heropgenomen sample van Steve Winwoods "Valerie" uit 1982. Winwood nam voor de Eric Prydz versie zijn zangpartijen opnieuw op.

## Videoclip
De videoclip voor "Call on Me" werd geregisseerd door Huse Monfaradi en toont een door de Australische danseres en choreografe Deanne Berry begeleide aerobicsklas die allerlei suggestieve bewegingen uitvoert, tot groot genoegen van de enige man in de groep, gespeeld door Juan Pablo Di Pace. Men schijnt geïnspireerd te zijn door de sportschoolscène uit de film Perfect (1985) met John Travolta en Jamie Lee Curtis. De video werd gefilmd in een dansstudio in de Londense buitenwijk Deptford. De suggestieve videoclip zorgde in sommige landen voor heel wat controverse en mocht zelfs overdag niet uitgezonden worden.

## Hitnoteringen

### Nederlandse Top 40
| Call on Me in de Nederlandse Top 40 - binnen: 24-09-2004 | Call on Me in de Nederlandse Top 40 - binnen: 24-09-2004 | Call on Me in de Nederlandse Top 40 - binnen: 24-09-2004 | Call on Me in de Nederlandse Top 40 - binnen: 24-09-2004 | Call on Me in de Nederlandse Top 40 - binnen: 24-09-2004 | Call on Me in de Nederlandse Top 40 - binnen: 24-09-2004 | Call on Me in de Nederlandse Top 40 - binnen: 24-09-2004 | Call on Me in de Nederlandse Top 40 - binnen: 24-09-2004 | Call on Me in de Nederlandse Top 40 - binnen: 24-09-2004 | Call on Me in de Nederlandse Top 40 - binnen: 24-09-2004 | Call on Me in de Nederlandse Top 40 - binnen: 24-09-2004 | Call on Me in de Nederlandse Top 40 - binnen: 24-09-2004 | Call on Me in de Nederlandse Top 40 - binnen: 24-09-2004 | Call on Me in de Nederlandse Top 40 - binnen: 24-09-2004 | Call on Me in de Nederlandse Top 40 - binnen: 24-09-2004 |
| Week                                                     | 1                                                        | 2                                                        | 3                                                        | 4                                                        | 5                                                        | 6                                                        | 7                                                        | 8                                                        | 9                                                        | 10                                                       | 11                                                       | 12                                                       | 13                                                       | 14                                                       |
| -------------------------------------------------------- | -------------------------------------------------------- | -------------------------------------------------------- | -------------------------------------------------------- | -------------------------------------------------------- | -------------------------------------------------------- | -------------------------------------------------------- | -------------------------------------------------------- | -------------------------------------------------------- | -------------------------------------------------------- | -------------------------------------------------------- | -------------------------------------------------------- | -------------------------------------------------------- | -------------------------------------------------------- | -------------------------------------------------------- |
| Nummer                                                   | 25                                                       | 14                                                       | 9                                                        | 4                                                        | 4                                                        | 7                                                        | 7                                                        | 8                                                        | 10                                                       | 11                                                       | 17                                                       | 25                                                       | 38                                                       | Uit                                                      |

### Mega Top 50
Hitnotering: 25-09-2004 (positie #21) t/m 22-01-2005 (positie #80). Hoogste notering: #10 (3 weken).

### Vlaamse Ultratop 50
| Call on Me in de Vlaamse Ultratop 50 - binnen: 16-10-2004 | Call on Me in de Vlaamse Ultratop 50 - binnen: 16-10-2004 | Call on Me in de Vlaamse Ultratop 50 - binnen: 16-10-2004 | Call on Me in de Vlaamse Ultratop 50 - binnen: 16-10-2004 | Call on Me in de Vlaamse Ultratop 50 - binnen: 16-10-2004 | Call on Me in de Vlaamse Ultratop 50 - binnen: 16-10-2004 | Call on Me in de Vlaamse Ultratop 50 - binnen: 16-10-2004 | Call on Me in de Vlaamse Ultratop 50 - binnen: 16-10-2004 | Call on Me in de Vlaamse Ultratop 50 - binnen: 16-10-2004 | Call on Me in de Vlaamse Ultratop 50 - binnen: 16-10-2004 | Call on Me in de Vlaamse Ultratop 50 - binnen: 16-10-2004 | Call on Me in de Vlaamse Ultratop 50 - binnen: 16-10-2004 | Call on Me in de Vlaamse Ultratop 50 - binnen: 16-10-2004 | Call on Me in de Vlaamse Ultratop 50 - binnen: 16-10-2004 | Call on Me in de Vlaamse Ultratop 50 - binnen: 16-10-2004 | Call on Me in de Vlaamse Ultratop 50 - binnen: 16-10-2004 | Call on Me in de Vlaamse Ultratop 50 - binnen: 16-10-2004 | Call on Me in de Vlaamse Ultratop 50 - binnen: 16-10-2004 | Call on Me in de Vlaamse Ultratop 50 - binnen: 16-10-2004 | Call on Me in de Vlaamse Ultratop 50 - binnen: 16-10-2004 |
| Week                                                      | 1                                                         | 2                                                         | 3                                                         | 4                                                         | 5                                                         | 6                                                         | 7                                                         | 8                                                         | 9                                                         | 10                                                        | 11                                                        | 12                                                        | 13                                                        | 14                                                        | 15                                                        | 16                                                        | 17                                                        | 18                                                        |                                                           |
| --------------------------------------------------------- | --------------------------------------------------------- | --------------------------------------------------------- | --------------------------------------------------------- | --------------------------------------------------------- | --------------------------------------------------------- | --------------------------------------------------------- | --------------------------------------------------------- | --------------------------------------------------------- | --------------------------------------------------------- | --------------------------------------------------------- | --------------------------------------------------------- | --------------------------------------------------------- | --------------------------------------------------------- | --------------------------------------------------------- | --------------------------------------------------------- | --------------------------------------------------------- | --------------------------------------------------------- | --------------------------------------------------------- | --------------------------------------------------------- |
| Nummer                                                    | 24                                                        | 7                                                         | 5                                                         | 4                                                         | 4                                                         | 5                                                         | 7                                                         | 8                                                         | 10                                                        | 13                                                        | 18                                                        | 18                                                        | 18                                                        | 19                                                        | 21                                                        | 30                                                        | 38                                                        | 49                                                        | uit                                                       |